# Prawo gospodarcze publiczne
Publiczne prawo gospodarcze – gałąź prawa, całokształt norm prawnych regulujących oddziaływanie państwa i organów Unii Europejskiej na gospodarkę z udziałem organów administracji publicznej oraz podmiotów prawa publicznego, a także prywatnego. Obejmuje ono sferę stosunków prawnych, która wypełnia przestrzeń między organami państwa a podmiotami gospodarczymi, oraz która jest regulowana w trybie administracyjnym. Dodatkowo prawo gospodarcze publiczne reguluje bezpośrednią lub pośrednią działalność gospodarczą prowadzoną przez państwo i jednostki samorządu terytorialnego.
Prawo gospodarcze publiczne określa:
- funkcje państwa w gospodarce
- zadania i kompetencje organów państwowych w gospodarce
- mechanizm podejmowania decyzji przez organy państwowe w gospodarce
- prawa i obowiązki adresatów (podmiotów gospodarczych).

Publiczne prawo gospodarcze obejmuje w szczególności prawa i obowiązki podmiotów gospodarczych, ich gwarancje, warunki realizacji oraz formy ich prawnej ochrony wobec działań organów państwa i innych podmiotów gospodarczych w zakresie podejmowania przez nie działalności gospodarczej. Publiczne prawo gospodarcze reguluje m.in. zasady podejmowania działalności gospodarczej, koncesjonowanie działalności gospodarczej, zasady podejmowania działalności gospodarczej przez przedsiębiorców zagranicznych, podejmowanie i prowadzenie działalności gospodarczej przez Skarb Państwa oraz jednostki samorządu terytorialnego, nadzór organów państwa nad przedsiębiorcami, komercjalizację i prywatyzację, a także tak wyspecjalizowane dziedziny jak prawo ochrony konkurencji, prawo pomocy publicznej, prawo energetyczne, prawo telekomunikacyjne, prawo obrotu instrumentami finansowymi, a nawet nadzór bankowy.